# Santo Tomas (distrito)
Santo Tomas é um distrito peruano localizado na Província de Luya, departamento Amazonas. Sua capital é a cidade de Santo Tomas.

## Transporte
O distrito de Santo Tomas não é servido pelo sistema de estradas terrestres do Peru.